# Макс Тириот
Максимилијан Дрејк Тириот (енгл. Maximillion Drake Thieriot; Лос Алтос Хилс, 14. октобар 1988) амерички је глумац и редитељ.

## Детињство и младост
Рођен је 14. октобра 1988. године у Лос Алтос Хилсу. Син је Бриџит Ен и Џорџа Камерона Тириота. Има старију сестру и млађег брата. Одрастао је у Оксиденталу. Његови преци су били некадашњи власници часописа San Francisco Chronicle.

## Приватни живот
Године 2012. верио је своју дугогодишњу партнерку Алексис Мерфи. Верили су се на Карибима, где су се и упознали када су били тинејџери. Венчали су се 1. јуна 2013. код језера Тахо. Првог сина су добили 2015, а другог 2018. године.

## Филмографија

### Филм
| Улоге Макса Тириота |                              |               |                   |          |
| Година              | Српски назив                 | Изворни назив | Улога             | Напомена |
| 2004.               | Мисија без дозволе           |               | Гас               |          |
| 2005.               | Миротворац                   |               | Сет Пламер        |          |
| 2006.               | Астронаут Фармер             |               | Шепард Фармер     |          |
| 2007.               | Ненси Дру                    |               | Нед Никерсон      |          |
| 2008.               | Скакач                       |               | млади Дејвид Рајс |          |
| 2008.               | Кит Китриџ: Америчка девојка |               | Вил Шеперд        |          |
| 2009.               | Остани кул                   |               | Сташин дечко      |          |
| 2009.               | Клои                         |               | Мајкл Стјуарт     |          |
| 2010.               | Узми моју душу               |               | Адам Хелерман     |          |
| 2011.               |                              |               | Ерик Бернет       |          |
| 2011.               |                              |               | Вилијам Ранкин    |          |
| 2012.               |                              |               | млади Новел       |          |
| 2012.               | Неповезано                   |               | Кајл              |          |
| 2012.               | Кућа на крају улице          |               | Рајан Џејкобсон   |          |
| 2015.               | Злочин на таласима           |               | Џеф               |          |

### Телевизија
| Улоге Макса Тириота |                       |               |                  |                    |
| Година              | Српски назив          | Изворни назив | Улога            | Напомена           |
| 2012.               |                       |               | Картер Хендерсон | непродати ТВ пилот |
| 2013—2017.          | Мотел Бејтс           |               | Дилан Масет      | главна улога       |
| 2015.               |                       |               | Џон Хејз         | споредна улога     |
| 2017—2022.          | Морнарички специјалци |               | Клеј Спенсер     | главна улога       |
| 2022.               |                       |               | Боуд Донован     | главна улога       |